# Собор Вознесения Господня (Сату-Маре)
Собор Вознесения Господня (рум. Catedrala înălţarea Domnului) — католический собор в городе Сату-Маре, Румыния. Кафедральный собор епархии Сату-Маре. Памятник архитектуры, выстроен в XIX веке в стиле неоклассицизм.

## История
Храм расположен в городе Сату-Маре в северной части Румынии. Собор построен между 1830 и 1837 годами по проекту архитектора Йожефа Хильда, автора таких знаменитых соборов, как Базилика Святого Стефана в Будапеште и Эгерская базилика. При строительстве частично использовались материалы прежнего собора, построенного на этом месте в 1786 году в барочном стиле.
В течение XX века собор неоднократно перестраивался и реставрировался. Первая реставрация с обновлением интерьера была проведена в 1904 году в честь 100-летия епархии Сату-Маре. Собор сильно пострадал в ходе боевых действий второй мировой войны, восстанавливался вплоть до 1961 года.

## Архитектура
Собор Вознесения Господня — трёхнефная базилика, ориентированная по линии запад-восток. Внешние архитектурные детали в основном выдержаны в неоклассическом стиле, в то время как в убранстве интерьера преобладают черты барокко. Главный неф завершён пресвитерием с полукруглой апсидой. Внешний вид главного фасада собора определяется большим портиком с шестью колоннами и треугольным фронтоном. Фасад фланкирован симметричными башнями, квадратными в плане и увенчанными полукруглыми завершениями. Между башнями находятся три большие скульптуры — Спасителя (в центре) и апостолов Петра и Павла (по бокам). Интерьер церкви украшен декоративной живописью и фресками с изображением библейских сцен. Главный алтарь сделан из мрамора в 1837 году, украшен колоннами, карнизами и скульптурами.